# Soil Moisture Active Passive
Soil Moisture Active Passive (SMAP) är en amerikansk jordresurssatellit som sköts upp från Vandenberg Air Force Base med en Delta II raket, den 31 januari 2015.